# Rogério Miranda Silva
Rogério Miranda Silva, conosciuto come Rogerinho (Paragominas, 24 dicembre 1984), è un ex calciatore brasiliano, di ruolo centrocampista o attaccante.

## Carriera
Cresciuto calcisticamente nel Remo, fu ingaggiato dal Figueirense nel 2005. Dopo aver esordito in massima serie brasiliana con il club di Florianópolis, fu girato in prestito prima al Paysandu e successivamente al Fortaleza.
Nel 2007 Rogerinho venne ingaggiato dal sodalizio emiratino dell'Al-Wasl, con cui giocò nella AFC Champions League 2008. Durante gli anni di appartenenza al club arabo, fu prestato in tre occasioni a squadre del suo paese: nel 2009 a Ponte Preta e Fortaleza e nel 2010 al Bahia.
Nel 2011 lasciò definitivamente il sodalizio emiratino per un'altra compagine asiatica: i giapponesi del Vissel Kōbe, con cui giocò una sola stagione prima di ritornare a giocare in patria al Ceará.
Avrà un'altra esperienza all'estero con i cinesi del Q. Zhongneng.